# 沙丘之女
《沙丘之女》（日语：砂の女）是日本作家安部公房所創作的長篇小說，於1962年出版，是近代日本文學的傑作之一，海外評價也受到評論家高度的讚賞。

## 小說簡介
一名男人在海邊的沙丘上收集昆蟲，卻因為天色已晚而被村民騙進了生活在沙丘深處的寡婦家中居住，後來卻發現是騙局後，男人以各種各樣的方式逃出沙丘的故事。經過多次的逃出失敗，仍然不放棄想辦法逃出沙丘。直到有一次，男人沒有任何障礙順利爬出沙丘深處，但他的心理與多年的沙丘生活共容了，男人卻再也不想離開這個沙丘。
日本導演勅使河原宏在1964年改編成電影，並獲得坎城影展評審團獎的肯定。

## 外部連結
- 互联网电影数据库（IMDb）上《Woman in the Dunes》的资料（英文）
- AllMovie上《砂の女》的资料（英文）